# Iva Zanicchi
Iva Zanicchi (Ligonchio, 18 januari 1940) is een Italiaanse zangeres.
Ze is de enige zangeres die het San Remo Festival drie keer won; in 1967 aan de zijde van Claudio Villa met Non pensare a me, in 1969 aan de zijde van Bobby Solo met Zingara en in 1974 met Ciao cara come stai
Ze vertegenwoordigde Italië op het Eurovisiesongfestival 1969 met Due grosse lacrime bianche  en werd 13de.
Haar grootste successen waren Come ti vorrei, Un fiume amaro, La riva bianca la riva nera, L'arca di Noè, Coraggio e paura en Mi ha stregato il tuo viso e Testarda io.
Sinds de jaren 80 is ze presentatrice op zender Mediaset van Silvio Berlusconi.
Bij de Europese Parlementsverkiezingen van 2004 was Zanicchi kandidaat voor Forza Italia, maar ze kreeg onvoldoende stemmen om te worden verkozen. Toen Mario Mantovani het parlement in 2008 verliet nam ze alsnog haar zetel in. Bij de verkiezingen van 2009 werd ze herkozen, maar bij de verkiezingen van 2014 wist ze geen zetel te behalen.

## Discografie

### Albums
- 1965 Iva Zanicchi
- 1967 Fra noi
- 1968 Unchained Melody
- 1970 Iva senza tempo
- 1970 Caro Theodorakis... Iva
- 1971 Caro Aznavour
- 1971 Shalom
- 1972 Fantasia
- 1972 Dall'amore in poi
- 1973 Le giornate dell'amore
- 1973 Dolce notte santa notte (album natalizio)
- 1974 Io ti propongo
- 1974 ¿Chao Iva còmo estas? (1° album in spagnolo, per il mercato latino)
- 1975 Io sarò la tua idea
- 1976 Confessioni
- 1976 The Golden Orpheus '76 (live in Bulgaria)
- 1976 Cara Napoli
- 1978 Con la voglia di te
- 1978 Playboy
- 1980 D'Iva
- 1980 D'Iva (in spagnolo) (2° album in spagnolo, per il mercato latino)
- 1981 Iva Zanicchi
- 1981 Nostalgias (3° album in spagnolo, per il mercato latino)
- 1982 Yo, por amarte (4° album in spagnolo, per il mercato latino)
- 1984 Quando arriverà
- 1984 Iva 85
- 1987 Care colleghe
- 1988 Nefertari
- 1991 Come mi vorrei
- 2003 Fossi un tango
- 2009 Colori d'amore
- 2013 In cerca di te

### Singles (Italy)
- 1963 Zero in amore / Come un tramonto
- 1963 Tu dirai/Sei ore
- 1964 Come ti vorrei/La nostra spiaggia
- 1964 Credi/Resta sola come sei
- 1964 Come ti vorrei / Chi potrà amarti
- 1965 I tuoi anni più belli / Un altro giorno verrà
- 1965 Accarezzami amore / Mi cercherai
- 1965 Caro mio / Non tornar mai
- 1966 La notte dell'addio / Caldo è l'amore
- 1966 Fra noi / Gold Snake
- 1966 Ma pecché / Tu saje a verità
- 1966 Monete d’oro / Ci amiamo troppo
- 1967 Non pensare a me / Vita
- 1967 Quel momento / Dove è lui
- 1967 Le montagne (ci amiamo troppo) / Vivere non vivere
- 1967 Dolcemente / Come stai bene e tu?
- 1968 Per vivere / Non accetterò
- 1968 Amore amor / Sleeping
- 1968 La felicità / Anche così
- 1968 La felicità / Ci vuole così poco
- 1968 Senza catene / Diverso dagli altri
- 1969 Zingara / Io sogno
- 1969 Due grosse lacrime bianche / Tienimi con te
- 1969 Un bacio sulla fronte / Accanto a te
- 1969 Che vuoi che sia / Perché mai
- 1969 Vivrò / Estasi d'amore
- 1970 L'arca di Noé / Aria di settembre
- 1970 Un uomo senza tempo / Un attimo
- 1970 Un fiume amaro / Il sogno é fumo
- 1970 Un fiume amaro / Tienimi con te
- 1970 Una storia di mezzanotte / Il bimbo e la gazzella
- 1971 La riva bianca,la riva nera / Tu non sei più innamorato di me
- 1971 Coraggio e paura / Sciogli i cavalli al vento
- 1972 Ma che amore / Il mio bambino
- 1972 Nonostante lei / Non scordarti di me
- 1972 Alla mia gente / Dall'amore in poi
- 1972 La mia sera / Il sole splende ancora
- 1972 Mi ha stregato il viso tuo / A te
- 1973 I mulini della mente / Basterà
- 1973 Le giornate dell'amore / Chi mi manca é lui
- 1973 Fred Bongusto:White Crhistmas/ Natale dura un giorno
- 1974 L'indifferenza / Sarà domani
- 1974 Ciao cara come stai? / Vendetta
- 1974 Testarda io / Sei tornato a casa tua
- 1975 Testarda io / E la notte é qui
- 1975 Io sarò la tua idea / Jesus
- 1976 Mamma tutto / Dormi, amore dormi
- 1976 I discorsi tuoi / Confessioni
- 1977 Arrivederci padre / Che uomo sei
- 1977 Munasterio 'e Santa Chiara / 'O destino
- 1977 Mal d'amore / Selvaggio
- 1978 Con la voglia di te / Sei contento
- 1979 Per te / Pronto 113
- 1979 La valigia / Ditemi
- 1979 A parte il fatto / Capirai
- 1981 Ardente / E tu mai
- 1983 Aria di luna / Amico
- 1984 Chi (mi darà) / Comandante
- 1984 Quando arriverà / Sera di vento
- 1985 Da domani senza te / Aria di luna
- 1987 Volo / Uomini e no
- 2001 Ho bisogno di te
- 2009 Ti voglio senza amore

## Deelnames aanFestival van San Remo
- 1965 I tuoi anni più belli (Mogol-Gaspari-Polito), samen met Gene Pitney
- 1966 La notte dell'addio (Diverio-Testa), samen met Vic Dana
- 1967 Non pensare a me, samen met Claudio Villa
- 1968 Per vivere (Nisa-Bindi), samen met Udo Jürgens
- 1969 Zingara (Albertelli-Riccardi), samen met Bobby Solo
- 1970 L'arca di Noè (S. Endrigo), samen met Sergio Endrigo
- 1974 Ciao cara come stai? (Dinaro-Daiano-Janne-Malgioglio)
- 1984 Chi (mi darà) (U. Balsamo-C. Malgioglio-U. Balsamo)
- 2003 Fossi un tango (Testo: Loriana Lana, Musica: Aldo Donati)
- 2009 Ti voglio senza amore

## Filmografie
- 1967 Una ragazza tutta d'oro
- 1998 L'ultimo capodanno
- 2005 Caterina e le sue figlie (Fiction TV)
- 2007 Caterina e le sue figlie 2 (Fiction TV)